# Neocentropogon affinis
Neocentropogon affinis är en fiskart som först beskrevs av Lloyd, 1909.  Neocentropogon affinis ingår i släktet Neocentropogon och familjen Tetrarogidae. Inga underarter finns listade i Catalogue of Life.